# Camino de la Ribera
El Camino de la Ribera es un camino de 10 km (aprox.) de extensión ubicada en el Gran Buenos Aires, en el noreste de Provincia de Buenos Aires, Argentina. Posee dos carriles (mano y contramano) de circulación.
Discurre paralela al Río Reconquista en dirección noreste - sudoeste pasando por los partidos bonaerenses de Moreno, Merlo, e Ituzaingó, uniendo el partido de Moreno con el partido de Ituzaingó. El kilómetro 0 de la avenida se encuentra en el Puente de Márquez.

## Recorrido

### Moreno
El camino empieza en la avenida Beato Escriva de Balaguer en la localidad de Villa Cascallares, Moreno.
Corre en sentido oeste bordeando el Río Reconquista.
Cruza el Frigorífico Minguillón a la altura del Barrio Casco de Salas, y a la altura del puente que cruza el Rio Reconquista sobre la calle Emilio Mitre  uniendo  Moreno con Merlo (partido de Moreno) se encuentra un destacamento policial permanente en sintonía con ambas comunas. Se espera próximamente el avance de un boulevard en el sitio para parquizar la zona de la rotonda de una avenida que proyecta concluir en la Capital de la Provincia de Buenos Aires, La Plata, encontrándose obras en desarrollo a cargo de la Gobernación de la Provincia de Buenos Aires.- Las obras despejan el camino de sirga sobre la margen del Río perteneciente a la localidad de Merlo por resultar a esa altura despoblada y así evitar nuevas e inútiles expropiaciones, por lo que se espera que las obras de parquización avancen rápidamente.-

### Merlo
El camino vuelve a bordear el río Reconquista y se corta al alcanzar las vías del Ferrocarril Sarmiento, en el barrio Pompeya. No obstante, vuelve a comenzar tres cuadras al norte de las vías del tren y de la Avenida Juan Domingo Perón (ubicada al lado de las vías), a la cual se conecta por medio de la calle Los Incas, en el barrio Lago del Bosque.
Siempre bordeando el río Reconquista, atraviesa un puesto municipal y las instalaciones del Club Atlético Argentino de Merlo. Luego, cruza el barrio La Josefina e ingresa a Ituzaingó. Este tramo fue inaugurado en 2007.

### Ituzaingó
Atraviesa un pequeño tramo dentro de la ciudad de Ituzaingó. Allí toma una dirección norte finalizando en el Acceso Oeste.
- Datos: Q5742405